# 무정전 전원 장치

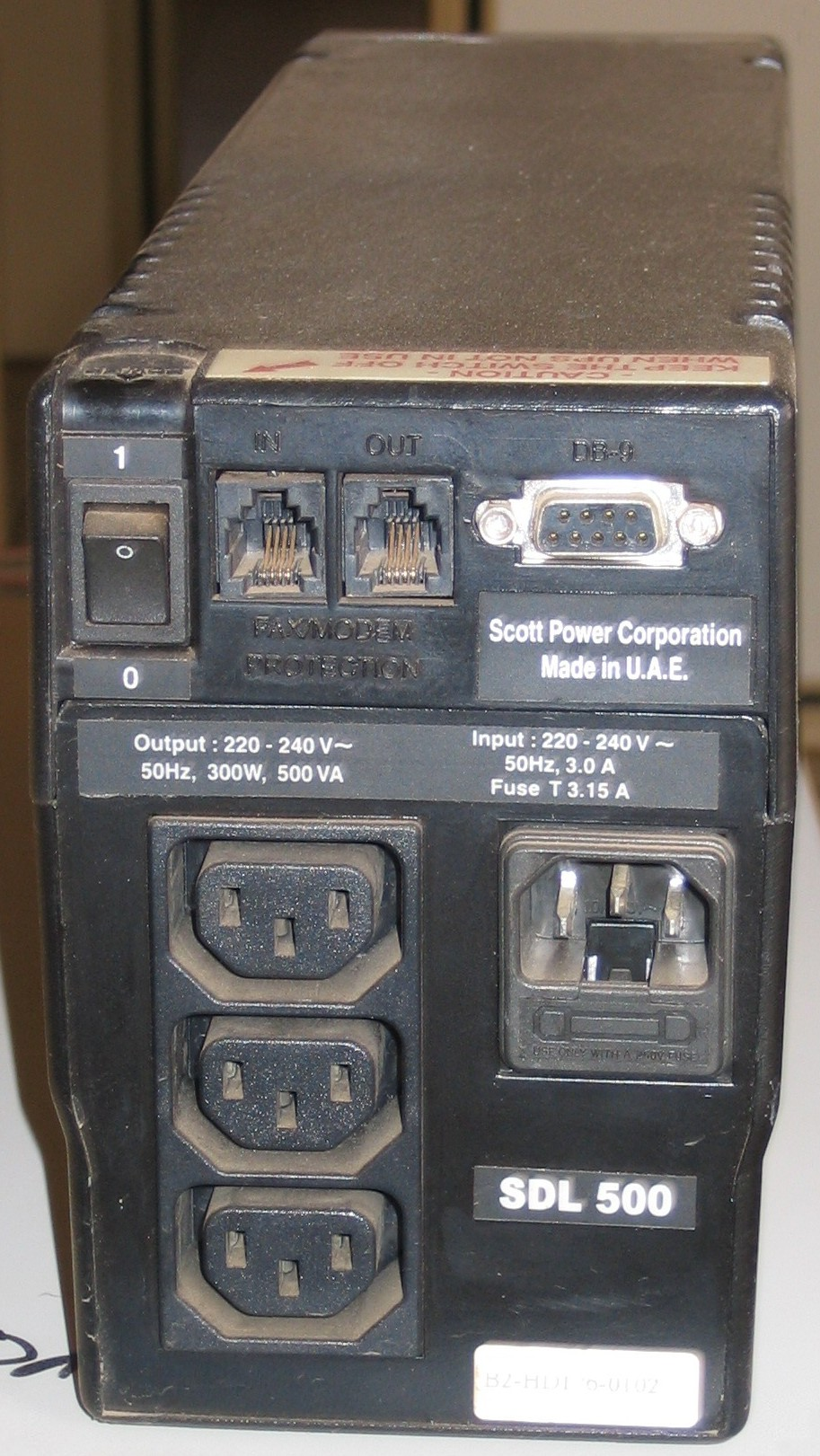

무정전 전원 장치(無停電電源裝置, UPS)는 상용 전원에서 일어날 수 있는 전원 장애를 극복하여 좋은 품질의 안정된 교류 전력을 공급하는 장치이다. UPS에는 오프라인과 온라인(line-interactive)의 두 가지 종류가 있다.
- 오프라인: 전원 장애가 있을 때 유휴 상태에 진입시킨 다음, 거의 즉시 효용 전력에서 자체 전력으로 전환한다.
- 온라인: 효용 전력 실패에 대한 문제와 모든 전력 문제를 보호한다.

## 일반 전력 문제
UPS 장치는 공통적으로 다음의 전원 문제를 해결할 수 있다.
1. 정전
2. 순간전압강하
3. 순간전압상승
4. 과전압
5. 전선 노이즈
6. 주파수 변화
7. 스위치 변화
8. 고조파 일그러짐

## 같이 보기
- 파워 서플라이